# هیروکونی موتو
هیروکونی موتو (انگلیسی: Hirokuni Moto؛ زادهٔ ۹ مارس ۱۹۷۰) بوکسور اهل ژاپن بود.